# Henri La Fontaine
Henri-Marie La Fontaine (Brüsszel, 1854. április 22. – Brüsszel, 1943. május 14.) belga jogász, a nemzetközi jog professzora és 36 évig a belga szenátus tagja. A Nemzetközi Békeiroda vezetője volt 1907 és 1943 között. A nemzetközi béke megteremtéséért és fenntartásáért végzett munkája eredményeként 1913-ban a Nobel-békedíjjal tüntették ki.

## Élete
Henri Marie La Fontaine Brüsszelben született. Jogi tanulmányait a Brüsszeli Szabadegyetemen (Université Libre de Bruxelles / Vrije Universiteit Brussel) végezte, majd 1877-ben, 23 éves korában a brüsszeli feljebbviteli bíróságon kezdett dolgozni. Doktori fokozatát is a Szabadegyetemen szerezte. A következő 16 évben Belgium egyik nagy tekintélyű jogásza lett, kiadott egy értekezést az állami megrendelések és közmunkák beszállítóinak jogairól és kötelességeiről (1885), illetve részt vett a hamisítások, utánzatok jogi kérdéseiről szóló értekezés (1888) létrehozásában.

## Politikai pályafutása
Az alkotmányos és választójogi reformok iránti érdeklődése révén kezdett érdeklődni a belga politikai élet iránt. A szocialista párt szimpatizánsaként cikkeket írt a mozgalom támogatására, beszédeket mondott a gyűléseiken és megalapította a Belga Szocialista Párthoz közel álló La Justice napilapot. 1895-ben megválasztották a belga felsőház, a szenátus tagjának Hainaut tartomány képviselőjeként (1898-ig), majd 1900 és 1932 között Liège tartomány képviselőjeként volt a felsőház tagja. 1935-36 között Brabant tartomány képviselte ugyanitt. Tizenhárom éven át (1907-1919 között) a szenátus titkára volt, majd 1919 – 1932 között a szenátus alelnöke volt.
A szenátusi pályafutása során a legnagyobb figyelmet az oktatási, munkaügyi, és külügyi kérdéseknek szentelte. Az első szenátusi évadjában benyújtott egy törvényjavaslatot az általános iskolai oktatás reformjáról, legutolsó évében pedig a közoktatásra fordított állami forrásokról tartott beszédet. A munkaügyi kérdésekkel kapcsolatban 1897-ben benyújtott egy javaslatot a belga bányák állami ellenőrzéséről, és 1926-ban támogatta a nyolc órás munkanap és a negyven órás munkahét kötelezővé tételét. Külügyi vonalon szinte minden évben részt vett a külügyminisztérium költségvetésének vitájában, felszólította a belga kormányt, hogy közvetítsen a búr háború résztvevői között (1901-ben), törvényjavaslatot nyújtott be az Olaszországgal kötött, a vitás kérdések tárgyalásos megoldását elősegítő szerződés támogatására. Ezen felül törvényhozóként támogatta a Népszövetség létrehozását, a Luxemburggal létrehozandó gazdasági uniót, a Kellogg–Briand-paktumot, az általános leszerelést és a nemzetközi viták jogi úton történő rendezését.

## A nemzetközi béke érdekében végzett tevékenysége
La Fontaine az 1880-as évek elején lett a nemzetközi békemozgalom tagja, amikor az angol pacifista, Hodgson Pratt, Belgiumba érkezett, hogy a Nemzetközi Arbitrációs és Békeszövetség (International Arbitration and Peace Association) helyi irodáját megalapítsa. La Fontaine lett az 1889-ben létrehozott „Société belge de l'arbitrage et de la paix” főtitkára és az elkövetkező 20 évben minden, a szervezet által tartott békekonferencián részt vett. La Fontaine részt vett a Nemzetközi Békeiroda megalapításában és 1907-ben Fredrik Bajer utódaként (akit 1908-ban jelöltek a Nobel-békedíjra) átvette a Békeiroda vezetését (a szervezet 1910-ben nyerte el a Nobel-békedíjat). Egészen 1943-ban bekövetkezett haláláig a szervezet elnöke maradt.
La Fontaine rögtön azután, hogy megválasztották a belga törvényhozás felső házába, az Interparlamentáris Unió (Inter-Parliamentary Union) tagja lett (1927 – 1932). Számára az Unió a leendő világparlament elődszervezete és a világkormány előfutára volt. Lelkes tagként az első világháború előtt a Jogi Bizottság elnöke volt, valamint részt vett két másik bizottság munkájában is, a világparlamentet előkészítő bizottság és az arbitrációs szerződés sablonját előkészítő bizottság tagjaként.
[Forrás: https://web.archive.org/web/20080913000613/http://www.indiana.edu/~nobel/about_peace.html]

Az első világháború kitörésekor a német megszállás elől előbb Angliába, majd az Egyesült Államokba menekült, és onnan írta keserűen, a világháborút támogató közvéleményre utalva:

"A népek alszanak…a világszervezet létrehozása lehetetlenné válik. Már előre látom a zárt ajtók mögött zajló titkos tárgyalások visszatérését. És a népeket, mint ahogy korábban, birkákként a mészárszékre vagy a jó legelőre küldik, ahogyan a pásztor jónak látja. A nemzetközi intézményeket, csakúgy mint a nemzetieket, a nép által és a nép érdekében kell létrehozni."

La Fontaine a belga küldöttség tagja volt az 1919-es párizsi béketárgyalásokon és a Népszövetség első ülésszakán (1920-1921 között) a szervezet közgyűlésének tagja volt. A szövetség alapszabályának elfogadásakor tanúságát tette a nemzetközi együttműködés melletti elkötelezettségének: az alapszabály 16. pontjának vitája során (amelynek értelmében a szövetség tagjainak együttesen kell fellépni és diplomáciai nyomást vagy szankciókat alkalmazni a háború kitörésének megelőzése érdekében) fellépett egy módosító javaslat ellen, amelynek értelmében a közös fellépés miatt veszélybe kerülő országok kimaradhattak volna a szankciókból. La Fontaine így érvelt:

Belgium azon az állásponton van, hogy bármilyen nagy is a veszély, amely egy országot fenyeget ebben a rendszerben, amelyet létre kívánunk hozni, ennek az országnak eleget kell tenni vállalt kötelezettségeinek. 1914-ben Belgium is így értelmezte kötelezettségeit. Elismerjük, hogy ehhez hasonló esetekben a hatalmas nemzetek bizonyos [vagyis megtorló] intézkedéseket tehetnek, de véleményünk szerint nem megengedhető, hogy egyes országok kivonják magukat az igazság védelmezésének szent kötelezettsége alól a következményektől való félelem miatt, még ha azon ország létezése forog veszélyben. „Fais ce que dois, advienne que pourra”

A Népszövetség egyes intézményeinek, mint pl. az Intellektuális Együttműködés Intézetének (Institute of Intellectual Cooperation)  létrehozását feltehetően La Fontaine javasolta, aki az internacionalizmus elvéből kiindulva és a Népszövetség megerősítésére egy sor nemzetközi ügynökség vagy intézmény létrehozását javasolta: egyetem, könyvtár, nyelv, parlament, bíróság, bank, munkaügyi, kereskedelmi, emigrációs és statisztikai koordinációs irodák.
A nemzetközi béke érdekében végzett tevékenysége elismeréseként 1913-ban a Nobel-békedíjjal tüntették ki.

## Irodalmi munkássága
1894 és 1915 között születtek La Fontaine legfontosabb alkotásai, amelyeket az internacionalista mozgalom támogatására készített el. A „Manuel des lois de la paix: Code de l'arbitrage” (1894) című útmutatót az 1894-es antwerpeni Nemzetközi Békekonferencián megtárgyalták és elfogadták. Az 1902-ben kiadott „Pasicrisie internationale: Histoire documentaire des arbitrages internationaux, 1794-1900” összesen 368 dokumentumot közöl, többségében eredeti nyelven, a nemzetközi arbitrálás témakörében: egyezmények, eljárásjog, precedensek és döntések. Ehhez a kötethez kapcsolódik a „Histoire sommaire et chronologique des arbitrages internationaux, 1794-1900”, amely a nemzetközi arbitrálás történetét és kronológiáját foglalja össze. 1904-ben jelent meg a „Bibliographie de la paix et de l'arbitrage international”, amely összesen 2222 vonatkozó művet sorol fel. Az 1916-os „The Great Solution: Magnissima Charta” a rendezett nemzetközi kapcsolatok alapelveiről szólt és javaslatot tett a jövőbeni világállam alkotmányára is. Az 1915-ös „International Judicature”-ban pedig felvázolta a nemzetközi bíróság létrehozásának és működésének alapvető feltételeit.
Az első világháborút megelőző években La Fontaine egy nagyon ambiciózus irodalmi terv megvalósításába kezdett: 1895-ben, Paul Otlet segítségével, megalapította a Nemzetközi Bibliográfiai Intézetet (Institut international de bibliographie). A „Dokumentációs Ház” (ahogyan később nevezték) alapgondolata volt, hogy összegyűjtik, rendszerezik és közzéteszik a világon fellelhető összes jelentős irodalmi alkotást és kiadványt. A belga kormánytól kapott támogatás segítségével kezdték el a projekt megvalósítását: egységes katalogizálási rendszert fejlesztettek ki és kiadtak néhány bibliográfiát, elsősorban a nemzetközi béke és a társadalomtudomány témakörében.
Az Intézet munkája során merült fel La Fontaine-ben a Nemzetközi Társaságok Szövetségének (Union des associations internationales) ötlete, amelyet 1907-ben Otlet-el együtt alapítottak. A szervezet, amelynek központja ma is Brüsszelben található és 1951-ben felkerült az ENSZ, 1952-ben az UNESCO konzultációs szervezeteinek listájára, a mai napig az egyetlen szervezet, amely a nemzetközi szervezetek, elsősorban az önkéntes, nem-kormányzati szervezetek tevékenységének dokumentálásával foglalkozik. A társaság adja ki a „The Yearbook of International Organizations” című kiadványt (elsőként 1909-ben), amely a nemzetközi szervezetek tevékenységét, dokumentumait, bibliográfiáit, fontosabb információit és a gyűlések idejét dokumentálja.

## Oktatási tevékenysége
Karrierje során La Fontaine egyik fő érdeklődési területe az oktatás volt. 1893 és 1940 között a nemzetközi jog professzora volt, előbb az „Université Nouvelle”-en (amelyik a Brüsszeli Szabadegyetem egyik intézete), majd az „Institut des Hautes Études”-nél. Az egyetemen a nemzetközi jog elemeit, fejlődését, a nemzetközi jogi struktúra kialakulását oktatta, időnként pedig előadásokat tartott aktuális kérdésekről, mint pl. leszerelés, a Népszövetség, nemzetközi viták, a világszövetség terve, a jog és a politikai-morális válság kérdése, stb.
Határozottan fellépett a női egyenjogúság és a női jogok védelmében. 1878-ban kinevezték egy fiatal nők számára létrehozott szakközépiskola titkárának, 1901-ben megírta a „La Femme et le barreau” (A nők és az ügyvédi pálya) című jelentését a belga ügyvédi kamara számára, amelyben korát messze meghaladó nézeteket fejtett ki a nők részvételéről a jogi szakmában. Egy időben az „Egyesület a Nők Szakmai Képzéséért” („L'Association Pour L'Enseignement Professionnel Des Femmes”) társaság elnöke is volt.
Szabadidejében hegymászással foglalkozott, könyveket is írt a sportról és kiadta az alpinizmus nemzetközi bibliográfiáját. Egy időben a Belga Hegymászószövetség („Club alpin belge”) elnöke is volt. emellett Wagner operáit fordította, értekezést írt az amerikai könyvtárakról és az amerikai nők helyzetéről, megalapította a „La Vie internationale” nemzetközi folyóiratot, előadásokat tartott a felnőttképzésről és a modern művészetekről, 1904 – 1908 kötött a brüsszeli város tanács tagja volt és mindemellett verseket is írt.
1940 májusában átélte, hogy Németország még egyszer elfoglalta hazáját, de a felszabadítást már nem érte meg: 1943-ban Brüsszelben meghalt.

## Bibliográfia

### Henri La Fontaine-ről
- „Activité parlementaire de M. Henri La Fontaine, Sénateur de 1895 à 1898, de 1900 à 1932 et de 1935 à 1936.” A La Fontaine által benyújtott vagy megvitatott törvényjavaslatot és parlamenti beszédeinek gyűjteménye, amelyet a belga szenátus dokumentációs szolgálata állított össze.
- „The Award of the Nobel Peace Prize to Senator Henri La Fontaine”, American Journal of International Law, 8 (January, 1914) 137-138.[21]
- Davis, Hayne, „Henri La Fontaine”, megjelent az „Among the World's Peace-Makers: An Epitome of the Interparliamentary Union with Sketches of Eminent Members of This International House of Representatives” kötet részeként, 118-126. o., New York, Progressive Publishing Co., [1906]
- „Enseignement de Monsieur Henri La Fontaine.” 1898 és 1940 között tartott előadásai a nemzetközi jog professzoraként. Összeállította J. Vanderlinden, Faculté de Droit, Université Libre de Bruxelles

### Saját művei
- La Fontaine, Henri, Bibliographie de la paix et de l'arbitrage international. Tome premier: Mouvement pacifique. Bruxelles, Institut international de bibliographie, 1904
- La Fontaine, Henri, Des droits et obligations des entrepreneurs de travaux publics nationaux, provinciaux, et communaux. Bruxelles, Ferdinand Larcier, 1885
- La Fontaine, Henri, La Femme et le barreau. Jelentés a belga ügyvédi kamara számára; 1901. április 27-én a kamara nagygyűlésén, Charleroi. Megjelent: Bruxelles, Ferdinand Larcier, 1901
- La Fontaine, Henri, The Great Solution: Magnissima Charta. Boston, World Peace Foundation, 1916
- La Fontaine, Henri, Histoire sommarie et chronologique des arbitrages internationaux (1794-1900). Bruxelles, Bureau de la Revue de droit international et de législation comparée, 1902
- La Fontaine, Henri, „International Judicature”. Judicial Settlement of International Disputes, No. 22. Baltimore, American Society for Judicial Settlement of International Disputes, 1915
- La Fontaine, Henri, Manuel des lois de la paix: Code de l'arbitrage. Congrès international de la paix, 1894, Anvers. Bruxelles, Lombaerts, 1894
- La Fontaine, Henri, Pasicrisie internationale: Histoire documentaire des arbitrages internationaux, 1794-1900. Bern, Stämpfli, 1902
- La Fontaine, Henri, et Paul Otlet, L'État actuel des questions bibliographiques et l'organisation internationale de la documentation. Bruxelles, 1908
- Moi (pseudonyme de Henri La Fontaine), Premières rimes. Bruxelles, Ferdinand Larcier, 1886 (verseskötet)
- Olin, X., et Henri La Fontaine, Traité de contrefaçons. Bruxelles, Ferdinand Larcier, 1888